# 진주 동산리 박태형가 고문서 일괄
진주 동산리 박태형가 고문서 일괄(晉州 東山里 朴泰亨家 古文書 一括)은 대한민국 경상남도 진주시, 경상국립대학교에 있는 조선시대의 고문서이다. 2011년 1월 6일 경상남도의 문화재자료 제525호로 지정되었다.

## 개요
간암 박태형(艮嵒 朴泰亨, 1864-1925)이 송병선의 문인이 되어 지역에서 활동한 여러 가지의 고문서들로, 호구자료 33점과 분재기 2점 및 노비 관련 문서 2점, 만동묘관련 문헌 17건과 인도공의소관련 문서 23건, 청원장류 22점, 명문류 49건, 철책류 10책, 간암일기 1책, 고조고학생공실기 1책, 중수구동안 1책, 시도기류 14책 총 175건이 있다. 당시 지역의 사회상, 생활상을 알 수 있는 중요한 자료이다.

## 지정조서
| 지정번호 | 문화재명                                                            | 수량  | 소유자 | 관리자 |
| -------- | ------------------------------------------------------------------- | ----- | ------ | ------ |
| 525      | 진주 동산리 박태형가 고문서 일괄 (晉州 東山里 朴泰亨家 古文書 一括) | 175건 | 박수홍 | 박수홍 |
| 525-1    | 호구류 (戶口類)                                                     | 33점  | 〃     | 〃     |
| 525-2    | 청원장 및 관련고문서 (請願狀 및 關聯古文書)                         | 22점  | 〃     | 〃     |
| 525-3    | 분재기 (分財記)                                                     | 2점   | 〃     | 〃     |
| 525-4    | 노비매매 관련 점련문건 (奴婢賣買 關聯 粘連文件)                     | 2점   | 〃     | 〃     |
| 525-5    | 명문류 (名文類)                                                     | 49점  | 〃     | 〃     |
| 525-6    | 만동묘 관련문헌 (萬東廟 關聯文獻)                                   | 17점  | 〃     | 〃     |
| 525-7    | 인도공의소 관련서류 (人道公議所 關聯書類)                           | 23점  | 〃     | 〃     |
| 525-8    | 철책류 (綴冊類)                                                     | 10책  | 〃     | 〃     |
| 525-9    | 간암일기 (艮巖日記)                                                 | 1책   | 〃     | 〃     |
| 525-10   | 중수구동안 (重修舊洞案)                                             | 1책   | 〃     | 〃     |
| 525-11   | 고조고학생공실기 (高祖考學生公實記)                                 | 1책   | 〃     | 〃     |
| 525-12   | 시도기류 (時到記類)                                                 | 14책  | 〃     | 〃     |

## 참고 자료
- 진주 동산리 박태형가 고문서 일괄 - 국가유산청 국가유산포털
- 진주 동산리 박태형가 고문서 일괄[깨진 링크(과거 내용 찾기)] - 진주 관광